# Åländska deputationen
Åländska deputationen var en åländsk grupp på fem personer som under vintern 1918 reste till Stockholm  med uppdraget att träffa den svenska kungen Gustav V. Syftet var att överlämna en namninsamling för att visa att många ålänningar ville tillhöra Sverige istället för Finland. Namninsamlingen hade utförts under julhelgen, den 25–29 december 1917.

## Deputationen tillsätts
Lördagen den 29 december träffades de personer som samlat in underskrifter på Folkhögskolan i Finström. Totalt var det 128 namnlistor som byarnas starka män hade gått runt med och det var totalt 7 135 namnunderskrifter på listorna. Vid mötet fanns 300 ålänningar, som skulle utse vem och vad som skulle göras med namnunderskrifterna. Ingen protesterade mot förslaget att namnlistorna skulle föras till kung Gustav V av en deputation. När namnförslagen till deputationen var på tur, var Johannes Holmberg ett av namnen. Det gjorde att Evert Österlund begärde ordet och sade att Holmberg var emot projektet med att Åland skulle ansluta sig till Sverige. Holmberg svarade att han mycket riktigt var emot att man skulle fråga Sverige om anslutning utan att ha meddelat Finland om det, samt att han var orolig hur det skulle påverka de övriga svenskspråkiga i Finland.
Holmberg var en av dem som hade gått med namninsamlingen, men i och med att han inte själv hade skrivit under den hade hans resultat varit skralt och Holmberg hade lämnat över listan till en annan Getabo, Matias Mattson, som var för återföreningen till Sverige. Det var på grund av detta som Österlund kände till Holmbergs inställning i frågan.
Följande personer utsågs till deputationen: Erik Karlsson-Ramsdahl, Johannes Eriksson, Johan Jansson, Carl Björkman och till dess ordförande Julius Sundblom.

## Resan till Stockholm
Det var inte helt enkelt att lämna över namninsamlingen. Främst för att första världskriget fortfarande pågick, och dessutom gick det inte några passagerarbåtar mellan Sverige och Åland. Det krävdes en månad och ett antal försök innan namninsamlingen kom till den svenska kungen. Det första försöket gjordes redan nyårsafton av Erik Karlsson-Ramsdahl. Han hade fått order att infinna sig med namninsamlingen vid en galeas med namnet Helga. Det kom dock kontraorder samma kväll att försöket skulle ske följande natt från Dånö istället. De som hade ordnat med båtöverfarten var ett gäng som smugglade varor till Sverige. Tullen i Mariehamn fick reda på smuggelförsöket och reste direkt till Geta och beslagtog båten och smuggelvarorna. En av smugglarna, John Dahl, hade kontakter med en rysk officer och fick honom att ordna fram en rysk patrull. Den ryska patrullen stoppade Mariehamnstullarna på deras tillbakaväg till Mariehamn och konfiskerade smuggelvarorna.

### Mordet i Mariehamn
Det är mycket som tyder på att deputationen väntade på att smugglarna skulle göra ett nytt försök. Några dagar senare, den 7 januari 1918, träffades smuggelgänget och den ryska patrullen som tagit tillbaka smuggelvarorna på Societetshuset i Mariehamn. Det finns olika versioner av vad som exakt hände, men det resulterade i att John Dahl blev skjuten i ryggen när han försökte hoppa ut genom fönstret från andra våningen. Skepparen Janne Pettersson fick ett skott i armen. De andra fyra tillfångatogs. Två av dem, Gösta Lindeman och Karl Rosenqvist, blev häktade och ivägforslade till Helsingfors för att dömas i rättegång. På grund av att Lindeman, som hörde till Ålandsrörelsens innersta kretsar blev fasttagen, påverkade detta säkert att man valde alternativa sätt att få över namninsamlingen till Sverige.

### Försök 2 och 3
Det dröjde nästan två veckor, till den 18 januari, innan man var redo att göra ett nytt försök. Denna gång var det Johannes Eriksson och Johan Jansson som gjorde det via Eckerö och skärgårdsön Finbo i Ålands nordvästra skärgård. På grund av att isläget var ogynnsamt tvingades de ge upp försöket. De bestämde sig för att ta sig tillbaka till sina hemtrakter, men någon hade förvarnat ryska militärposter så de måste förkläda sig. Eriksson klädde ut sig till en kvinna och sedan reste de som ett äkta par med häst och släde genom de ryska avspärrningarna. Väl tillbaka i Finström bestämde de sig för att i stället resa via Finland och Haparanda. Följande dag hade de tillkallat Karlsson-Ramsdahl, Björkman samt reserven Emil Nordström och reste via Önningeby till Åbo för att hämta Sundblom som var i Helsingfors för sitt lantdagsuppdrag. Sundblom kom inte med och efter att de hade fått resepapperen i ordning med hjälp av svenske generalkonsuln Walter Ahlström, begav de sig via tåg till Haparanda och var fram i Stockholm den 28 januari.

## Tiden i Stockholm
Deputationen hade med nöd och näppe lyckats undvika att bli indragna i det finska inbördeskriget, som startade samma dag som deputationen anlände till Stockholm. Väl framme i Stockholm tog deputationen in på hotell Pallas. Gustav V var inte i Stockholm när de anlände, så under de följande dagarna passade de på att binda in namnlistorna i en snygg bok. Den 3 februari fick ålänningarna audiens hos svenska kungen och överlämnade namninsamlingen till honom.
Deputationen träffade inte enbart svenska kungen, utan man besökte även Sveriges utrikesminister Johannes Hellner (1 februari), åt middag hos högerledaren Ernst Trygger (4 februari), var på Ålandsbankett på Strand hotell (6 februari), deltog i möte på Publicistklubben (8 februari), deltog i ett möte med Sveriges statsminister Nils Edén där Björkman fick klartecken att börja med privata frivilliga kårer till befrielse av Åland från Ryssland (8 februari) och de träffade direktör Claês Virgin, vilket blev starten för insamlingen av frivilliga kåren och vapen till Åland (11 februari).

## Hemresan
Tre ur delegationen, Eriksson-Ramsdahl, Johan Jansson och Emil Nordström, avreste från Stockholm den 12 februari och troligtvis med S/S Hero som hade blivit rekvirerad för att föra över vapen till Åland av den finska legationen i Stockholm. De blev stoppade i Furusund av den svenska tullen på order från den svenska regeringen för att statsminister Edén hade ändrat taktik och hade bestämt att Sverige själva skulle skicka en militärstyrka till Åland. Av samma orsak stoppades frivilligsatsningen av Virgin och Björkman. De tre ålänningarna kom till Signilskär och blev några dagar senare upphämtade av den svenska militären som var på väg till Eckerö.
Björkman hade ett möte till med den svenske statsministern Edén den 13 februari och fick då reda på att frivilliginsatsen inte längre hade statsministerns stöd. Detta var inget bakslag för Björkman eftersom svenskarna nu kom att skicka sitt manskap till Åland i stället. Björkman reste till Åland när nästa svenska krigsfartyg skickades till Åland den 15 februari.
Den sista i delegationen, Johannes Eriksson, åkte några dagar senare till Åland.
| Status    | Yrke                     | Namn                   | Ort        | Kommun     | 29.12.17 | Försök 1 | Försök 2 | St:holm |
| --------- | ------------------------ | ---------------------- | ---------- | ---------- | -------- | -------- | -------- | ------- |
| Ordinarie | Fiskare/diktare          | Erik Karlsson-Ramsdahl | Bertby     | Saltvik    | X        | X        |          | X       |
| Ordinarie | Lanthushållare           | Johannes Eriksson      | Bjärström  | Finström   | X        |          | X        | X       |
| Ordinarie | Skepsredare              | Johan Jansson          | Svartsmara | Finström   | X        |          | X        | X       |
| Ordinarie | Vicehäradshövding        | Carl Björkman          | Mariehamn  | Mariehamn  | X        |          |          | X       |
| Ordinarie | Lantdagsman/chefredaktör | Julius Sundblom        | Mariehamn  | Mariehamn  | X        |          |          |         |
| Reserv    | Lanthushållare           | Emil Nordström         | Djäkenböle | Hammarland |          |          |          | X       |
| Reserv    | Godsägare                | Gösta Lindeman         | Grelsby    | Finström   |          |          |          |         |